# Luwsangiin Buudai
Luwsangiin Buudai (mongolisch Лувсангийн Буудай, englisch Luvsangiin Buudai; * 8. März 1940) ist ein mongolischer Radrennfahrer.

## Sportliche Laufbahn
Buudai war Teilnehmer der Olympischen Sommerspiele 1964 in Tokio und wurde im olympischen Straßenrennen als 103. klassiert. Im Mannschaftszeitfahren wurde sein Team in der Besetzung Jandschingiin Baatar, Luwsangiin Buudai, Luwsangiin Erchemdschamts und Tschoidschildschawyn Samand 23. von 33 gestarteten Mannschaften.
Er startete bei der Internationalen Friedensfahrt 1965 und schied in der Rundfahrt aus.